# 2+2
2+2 – ukraiński prywatny kanał telewizyjny, uruchomiony w 2006 roku, który skierowany jest do widzów w wieku 18–35 lat. 
Kanał transmituje seriale, zagraniczne filmy fabularne, programy rozrywkowe (w tym zachodnie reality show, nocne talk show, erotyka) i seriale animowane oraz relacje sportowe. Właścicielem tej stacji jest 1+1 media. Kanał jest udostępniony przez telewizję kablową Wola, satelitarną – w wersji SD oraz cyfrową telewizję naziemną (DVB-T2) – SD 16:9. Powstał 1 lipca 2006 roku jako Kino (ukr. Кіно). Od 30 sierpnia 2010 ma obecną nazwę 2+2. 25 czerwca 2012 kanał kupił Real Estate TV i dołączył do МUХ-3 w formacie DVB-T2.